# Ruder-Europameisterschaften 1973

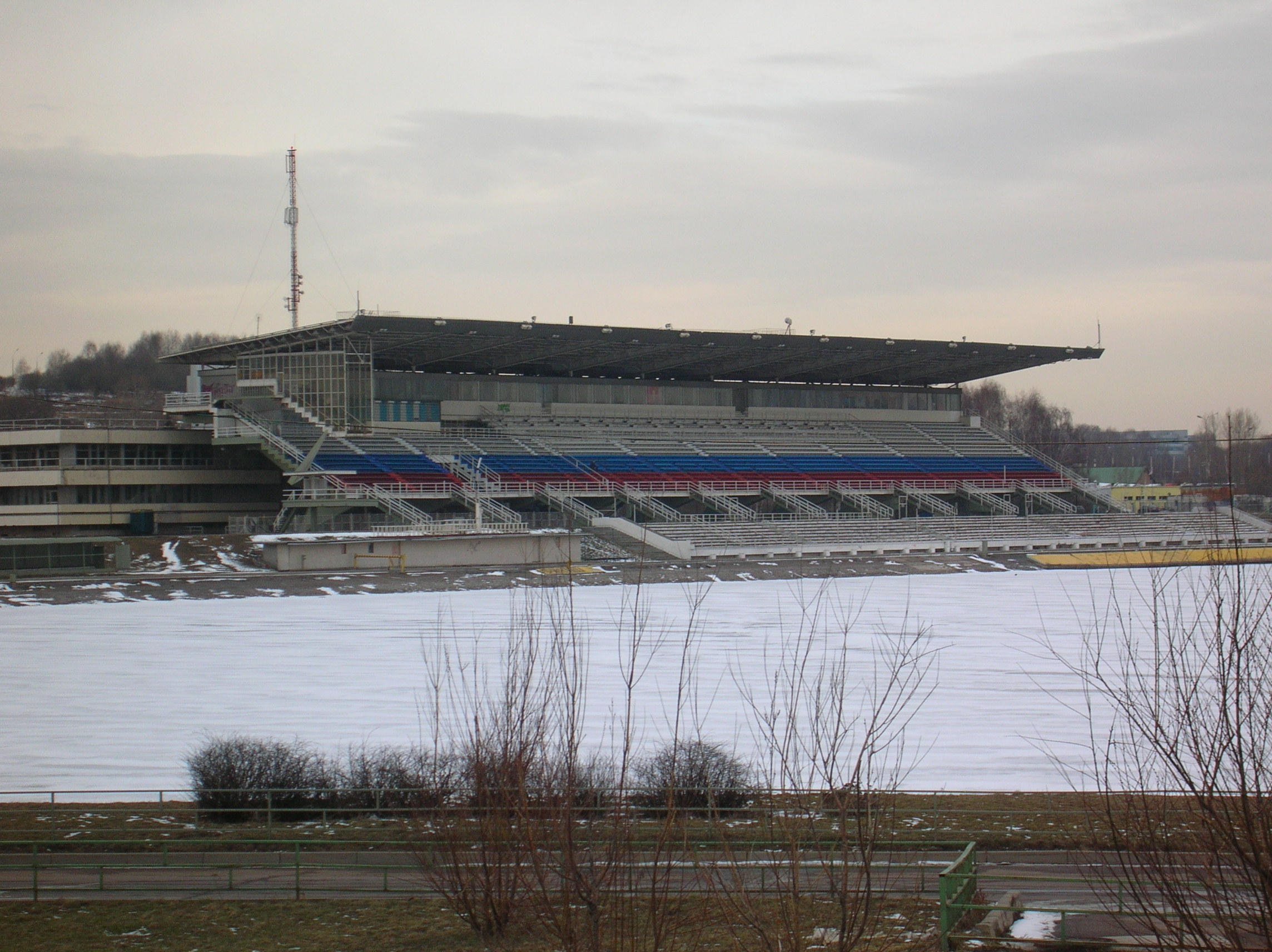
Haupttribüne des Moskauer Kanu- und Ruderkanal im März 2008

Die Ruder-Europameisterschaften 1973 wurden auf dem Ruderkanal Krylatskoje in Moskau ausgetragen. Die Rennen in zwölf Bootsklassen fanden vom 29. August bis zum 2. September 1973 statt. Die erfolgreichsten Rudermannschaften wurden von der Sowjetunion mit fünf Goldmedaillen und von der DDR mit vier Goldmedaillen entsendet.
Im Jahr 1973 wurden die Europameisterschaften letztmals mit ihrer alten Bedeutung ausgetragen. Nach der Erstaustragung 1893 entwickelten sich die Europameisterschaften zu einem der hochwertigsten Wettbewerbe im europäisch geprägten Rudersport, allerdings nahmen in den späteren Jahren regelmäßig auch zahlreiche nichteuropäische Nationen teil. Die Europameisterschaften hatten deshalb spätestens ab den 1950er-Jahren Weltmeisterschaftscharakter. Der Weltruderverband (FISA) führte deshalb ab 1962 die Ruder-Weltmeisterschaften zunächst im vierjährigen Rhythmus ein, und ab 1974 ersetzten jährliche Weltmeisterschaften die alten Europameisterschaften. Erst seit 2007 werden wieder jährliche europäische Titelkämpfe ausgetragen, nun allerdings ergänzend zu den Weltmeisterschaften.

## Ergebnisse
Hier sind die Medaillengewinner aus den A-Finals aufgelistet. Diese waren mit sechs Booten besetzt, die sich über Vor- und Hoffnungsläufe sowie Halbfinals für das Finale qualifizieren mussten. Die Streckenlänge betrug in allen Läufen der Männer 2000 Meter und in allen Läufen der Frauen 1000 Meter.

### Männer
| Bootsklasse                  | Gold | Gold    | Silber | Silber  | Bronze | Bronze  |
| ---------------------------- | --- | ------- | --- | ------- | --- | ------- |
| Einer (M1x)                  | BR Deutschland Peter-Michael Kolbe | 8:02,77 | Sowjetunion Vytautas Butkus | 8:05,87 | Deutsche Demokratische Republik Wolfgang Güldenpfennig | 8:07,09 |
| Doppelzweier (M2x)           | Deutsche Demokratische Republik Christof Kreuziger Hans-Ulrich Schmied | 7:26,95 | Sowjetunion Gennadi Korschikow Alexander Timoschinin                                                                                             | 7:33,97 | Vereinigtes Königreich Michael Hart Christopher Baillieu | 7:41,87 |
| Zweier ohne Steuermann (M2-) | Rumänien Dumitru Grumezescu Ilie Oanță | 7:39,10 | Neuseeland Wybo Veldman Noel Mills | 7:42,63 | BR Deutschland Winfried Ringwald Alois Bierl | 7:43,53 |
| Zweier mit Steuermann (M2+)  | Sowjetunion Nikolai Iwanow Wladimir Jeschinow Alexander Lukjanow (Stm.) | 8:09,83 | Deutsche Demokratische Republik Jörg Lucke Wolfgang Gunkel Klaus-Dieter Neubert (Stm.)                                                           | 8:13,42 | Rumänien Petre Ceapura Ștefan Tudor Gheorghe Gheorghiu (Stm.) | 8:15,67 |
| Vierer ohne Steuermann (M4-) | Deutsche Demokratische Republik Rul Melke Henry Prochnow Gottfried Döhn Reinhard Martin | 6:56,67 | Sowjetunion Mindaugas Vaitkus Benjaminas Natsevičius Tiit Helmja Appolinaras Grigas                                                              | 7:00,55 | Norwegen Rolf Andreassen Arne Bergodd Odd Sørum Ole Nafstad | 7:01,85 |
| Vierer mit Steuermann (M4+)  | Sowjetunion Gennadi Moskowski Alexander Pljuschkin Wladimir Wassiljew Anatoli Nemtyrjow Alexander Jarow (Stm.)                                                                                    | 7:08,17 | Deutsche Demokratische Republik Eckhard Martens Rolf Jobst Reinhard Gust Dietrich Zander Klaus-Dieter Ludwig (Stm.)                              | 7:18,20 | Tschechoslowakei František Provazník Vladimír Jánoš Karel Neffe Otakar Mareček Vladimír Petříček (Stm.)                                                                     | 7:18,81 |
| Achter (M8+)                 | Deutsche Demokratische Republik Heinrich Mederow Detlef Lamm Andreas Decker Stefan Semmler Bernd Landvoigt Karl-Heinz Prudöhl Werner Klatt Friedrich-Wilhelm Ulrich Karl-Heinz Danielowski (Stm.) | 6:19,02 | Tschechoslowakei Jiří Stefan Miroslav Vraštil Josef Neštický Pavel Batěk Václav Mls Pavel Konvička Petr Lakomý Lubomír Zapletal Jiří Pták (Stm.) | 6:33,18 | Sowjetunion Alexander Rjasankin Wladimir Sawelow Alexander Martyschkin Nikolai Surow Sergei Koljaskin Boris Worobjow Giwi Nikuradze Wladimir Rikkanen Juri Lorenzson (Stm.) | 6:36,14 |

### Frauen
| Bootsklasse                        | Gold | Gold    | Silber | Silber  | Bronze | Bronze  |
| ---------------------------------- | --- | ------- | --- | ------- | --- | ------- |
| Einer (W1x)                        | Sowjetunion Genovaitė Ramoškienė | 3:59,97 | Belgien Christine Wasterlain | 4:00,36 | BR Deutschland Edith Eckbauer | 4:06,68 |
| Doppelzweier (W2x)                 | Sowjetunion Jelena Antonowa Olga Klinischewa | 3:40,05 | Niederlande Helie Klaasse Andrea Vissers | 3:42,80 | BR Deutschland Regine Adam Astrid Hohl | 3:43,90 |
| Doppelvierer mit Steuerfrau (W4x+) | Deutsche Demokratische Republik Sabine Jahn Brigitte Ahrenholz Ursula Wagner Roswietha Zobelt Monika Kurtz (Stf.)                                        | 3:30,63 | Rumänien Elisabeta Lazăr Maria Micșa Mărioara Singiorzan Teodora Boicu Maria Ghiata (Stf.)                                                                                     | 3:32,56 | Sowjetunion Wera Nikolskaja Ludmila Andrejewa Ludmila Parfjonowa Wera Fjodorewa Ludmila Arsakowskaja (Stf.)                                                   | 3:33,55 |
| Vierer mit Steuerfrau (W4+)        | Niederlande Liesbeth de Graaff Myriam Steenman Hette Borrias Liesbeth de Bruin Yvonne Vischschraper (Stf.)                                               | 3:38,13 | Deutsche Demokratische Republik Maria Notbohm Sabine Dähne Angelika Noack Rosel Nitsche Christa Karnath (Stf.)                                                                 | 3:38,89 | Polen Anna Karbowiak Małgorzata Kawalska Bogusława Tomasiak Barbara Wojciechowska Maria Peleszok (Stf.)                                                       | 3:41,86 |
| Achter (W8+)                       | Sowjetunion Sofja Beketowa Larissa Sozkowa Wera Alexejewa Olga Schwezowa Nina Filatowa Nina Abramowa Walentina Rubzowa Nina Bistrowa Nina Frolowa (Stf.) | 3:21,12 | Deutsche Demokratische Republik Monika Mittenzwei Renate Kruska Ilona Richter Irina Müller Christa Staack Helma Mähren Henrietta Ebert Renate Schlenzig Sabine Brincker (Stf.) | 3:22,58 | Rumänien Cornelia Neacșu Florica Petcu Elena Gawluk Aurelia Marinescu Cristel Wiener Filigonia Toll Viorica Lincaru Ecaterina Trancioveanu Aneta Matei (Stf.) | 3:23,78 |

## Medaillenspiegel
| Platz | Land                            | Gold | Silber | Bronze | Gesamt |
| ----- | ------------------------------- | ---- | ------ | ------ | ------ |
| 1     | Sowjetunion                     | 5    | 3      | 2      | 10     |
| 2     | Deutsche Demokratische Republik | 4    | 4      | 1      | 9      |
| 3     | Rumänien                        | 1    | 1      | 2      | 4      |
| 4     | Niederlande                     | 1    | 1      |        | 2      |
| 5     | BR Deutschland                  | 1    |        | 3      | 4      |
| 6     | Tschechoslowakei                |      | 1      | 1      | 2      |
| 7     | Belgien                         |      | 1      |        | 1      |
| 7     | Neuseeland                      |      | 1      |        | 1      |
| 9     | Polen                           |      |        | 1      | 1      |
| 9     | Vereinigtes Königreich          |      |        | 1      | 1      |
| 9     | Norwegen                        |      |        | 1      | 1      |
| Summe | Summe                           | 12   | 12     | 12     | 36     |